# Budułan
Budułan (ros. Будулан) – wieś w Rosji, w Kraju Zabajkalskim, w Agińskim Okręgu Buriackim, w rejonie agińskim. W 2021 liczyła 291 mieszkańców.